# تيم كارتر (لاعب كرة قدم أمريكية)
تيم كارتر (بالإنجليزية: Tim Carter)‏ هو لاعب كرة قدم أمريكية أمريكي، ولد في 21 سبتمبر 1979 في أتلانتا في الولايات المتحدة.

## وصلات خارجية
- تيم كارتر على موقع الاتحاد الدولي لألعاب القوى (الإنجليزية)
- تيم كارتر على موقع مرجع كرة القدم المحترفة.كوم (الإنجليزية)